# Llista d'unitats de longitud de Babilònia
Aquesta és una llista de les unitats de longitud emprades a l'antiga Babilònia.

## Ammatu
Ammatu (cúbit) fou una mesura de longitud babilònia equivalent a 0,5 metres.

## Beru
Beru (estadi) fou una mesura de longitud babilònia equivalent a 10800 metres.

## Nikkas
Nikkas fou una mesura de longitud babilònia equivalent a 1,5 metres.

## Qanu
El qanu fou una mesura de longitud babilònia equivalent a 3 metres.
En superfície un qanu era equivalent a 12,25 metres quadrats.

## Rod
Rod (o Nindanu) fou una mesura de longitud babilònia equivalent a 3 metres.

## Rope
Rope (o aslu) fou una mesura de longitud babilònia equivalent a 60 metres.
Aproximadement correspon al Schoinion grec.

## Suppu
Suppu fou una mesura de longitud babilònia equivalent a 30 metres.

## Ubanu
Ubanu fou una mesura de longitud babilònia equivalent a 2,083 cm.

## Uš
Uš fou una mesura de longitud babilònia equivalent a 360 metres.